# 切里瓦利鎮區 (伊利諾伊州溫納貝戈縣)
切里瓦利鎮區（英語：Cherry Valley Township）是位於美國伊利諾伊州溫納貝戈縣的一個行政鎮區。

## 地方資料
根據2010年美國人口普查的數據，切里瓦利鎮區的面積為79.60平方千米，當中陸地面積為78.60平方千米，而水域面積為1.00平方千米。當地共有人口19279人，而人口密度為每平方千米242.2人。